# Tunge
Tunge is een bestuurslaag in het regentschap Kediri van de provincie Oost-Java, Indonesië. Tunge telt 5683 inwoners (volkstelling 2010).